# Matheus Santos Soares
Matheus Santos Soares, noto anche con lo pseudonimo di Matheusinho (São Bernardo do Campo, 29 luglio 1998), è un calciatore brasiliano, attaccante del Confiança.

## Carriera
Matheusinho è cresciuto nei settori giovanili di Corinthians, Desportivo Brasil ed América-MG, club che nel 2017 lo ha ceduto in prestito al Guarani-MG dove ha giocato i suoi primi incontri ufficiali nella seconda serie del Campionato Mineiro. Al rientro nel club neroverde ha giocato principalmente con l'Under-20 per poi debuttare in prima squadra l'11 marzo 2018 contro il Vila Nova nel Campionato Mineiro.
Il 16 marzo 2018 ha rinnovato il suo contratto fino a dicembre 2020. Tuttavia non è più stato utilizzato dal club passando in prestito negli anni successivi a Santo André, Rio Claro e Nacional de Muriaé.
Rimasto svincolato, il 9 aprile 2021 si è accordato con il Sertãozinho, club dello stato di San Paolo. Successivamente ha giocato per il Patrocinense in Série D e per il Veranópolis nel Campeonato Gaúcho Série A2.
Il 14 dicembre 2021 si è trasferito all'Ypiranga-RS, dove ha raggiunto le fasi finali del Campionato Gaúcho da titolare ed ha esordito in Série C. In seguito ha rinnovato il contratto con il club gialloverde anche per la stagione 2023, ma il 12 aprile 2022 è stato ceduto al Goiás, club di massima divisione. Il 31 maggio ha debuttato nel secondo tempo dell'incontro di Coppa del Brasile contro il RB Bragantino, e sei giorni più tardi ha esordito anche in Série A contro il Botafogo, subendo però la rottura del legamento crociato del ginocchio destro.
Il 30 luglio 2023 è stato prestato al Mirassol.

## Statistiche

### Presenze e reti nei club
Statistiche aggiornate al 27 settembre 2023.
| Stagione        | Squadra            | Campionato      | Campionato | Campionato | Coppe nazionali | Coppe nazionali | Coppe nazionali | Coppe continentali | Coppe continentali | Coppe continentali | Altre coppe | Altre coppe | Altre coppe | Totale | Totale | Totale |
| Stagione        | Squadra            | Comp            | Pres       | Reti       | Comp            | Pres            | Reti            | Comp               | Pres               | Reti               | Comp        | Pres        | Reti        | Pres   | Reti   |        |
| --------------- | ------------------ | --------------- | ---------- | ---------- | --------------- | --------------- | --------------- | ------------------ | ------------------ | ------------------ | ----------- | ----------- | ----------- | ------ | ------ | ------ |
| 2017            | Guarani-MG         | M2/MG           | 2          | 0          |                 | -               | -               |                    | -                  | -                  |             | -           | -           | 2      | 0      |        |
| 2018            | América-MG         | M1/MG+A         | 0+1        | 0          | CB              | 0               | 0               |                    | -                  | -                  |             | -           | -           | 1      | 0      |        |
| 2019            | Santo André        | A2/SP           | 0          | 0          |                 | -               | -               |                    | -                  | -                  | CP          | 10          | 1           | 10     | 1      |        |
| 2020            | Rio Claro          | A2/SP           | 7          | 1          |                 | -               | -               |                    | -                  | -                  |             | -           | -           | 7      | 1      |        |
| 2020            | Nacional de Muriaé | M2/MG           | 1          | 0          |                 | -               | -               |                    | -                  | -                  |             | -           | -           | 1      | 0      |        |
| 2021            | Sertãozinho        | A2/SP           | 10         | 0          |                 | -               | -               |                    | -                  | -                  |             | -           | -           | 10     | 0      |        |
| 2021            | Patrocinense       | D               | 11         | 0          |                 | -               | -               |                    | -                  | -                  |             | -           | -           | 11     | 0      |        |
| 2021            | Veranópolis        | A2/RS           | 11         | 3          |                 | -               | -               |                    | -                  | -                  |             | -           | -           | 11     | 3      |        |
| 2022            | Ypiranga-RS        | PD/RS+C         | 13+1       | 1+0        |                 | -               | -               |                    | -                  | -                  |             | -           | -           | 14     | 1      |        |
| 2022            | Goiás              | A               | 1          | 0          | CB              | 1               | 0               |                    | -                  | -                  |             | -           | -           | 2      | 0      |        |
| 2023            | Goiás              | PD/GO+A         | 0+7        | 0          | CB              | 0               | 0               | CS                 | 2                  | 0                  |             | -           | -           | 9      | 0      |        |
| 2023            | Mirassol           | B               | 3          | 0          | CB              | 0               | 0               |                    | -                  | -                  | CP          | 4           | 0           | 7      | 0      |        |
| Totale carriera | Totale carriera    | Totale carriera | 68         | 5          |                 | 1               | 0               |                    | 2                  | 0                  |             | 14          | 1           | 85     | 6      |        |